# Conde de Tavarede
Conde de Tavarede é um título nobiliárquico criado por D. Maria II de Portugal, por Decreto de 18 de Março de 1848, em favor de D. João de Almada Quadros Sousa e Lencastre, antes 13.º Senhor de Tavarede de juro e herdade e 1.º Barão de Tavarede, Senhor das Lezírias de Buarcos, Senhor da Ponte da Barca.
Titulares
1. D. João de Almada Quadros Sousa e Lencastre, 1.º Barão e 1.º Conde de Tavarede;
2. D. Francisco de Almada Quadros Sousa e Lencastre, 2.º Barão e 2.º Conde de Tavarede;
3. D. João Carlos de Almada Quadros Sousa Lencastre Fonseca Albuquerque de Menezes, 3.º Conde de Tavarede.

Após a Implantação da República Portuguesa, e com o fim do sistema nobiliárquico, usou o título: 
1. D. Maria Luísa Clementina de Almada Saldanha e Quadros, 4.ª Condessa de Tavarede.